# Alexander Hohlrieder

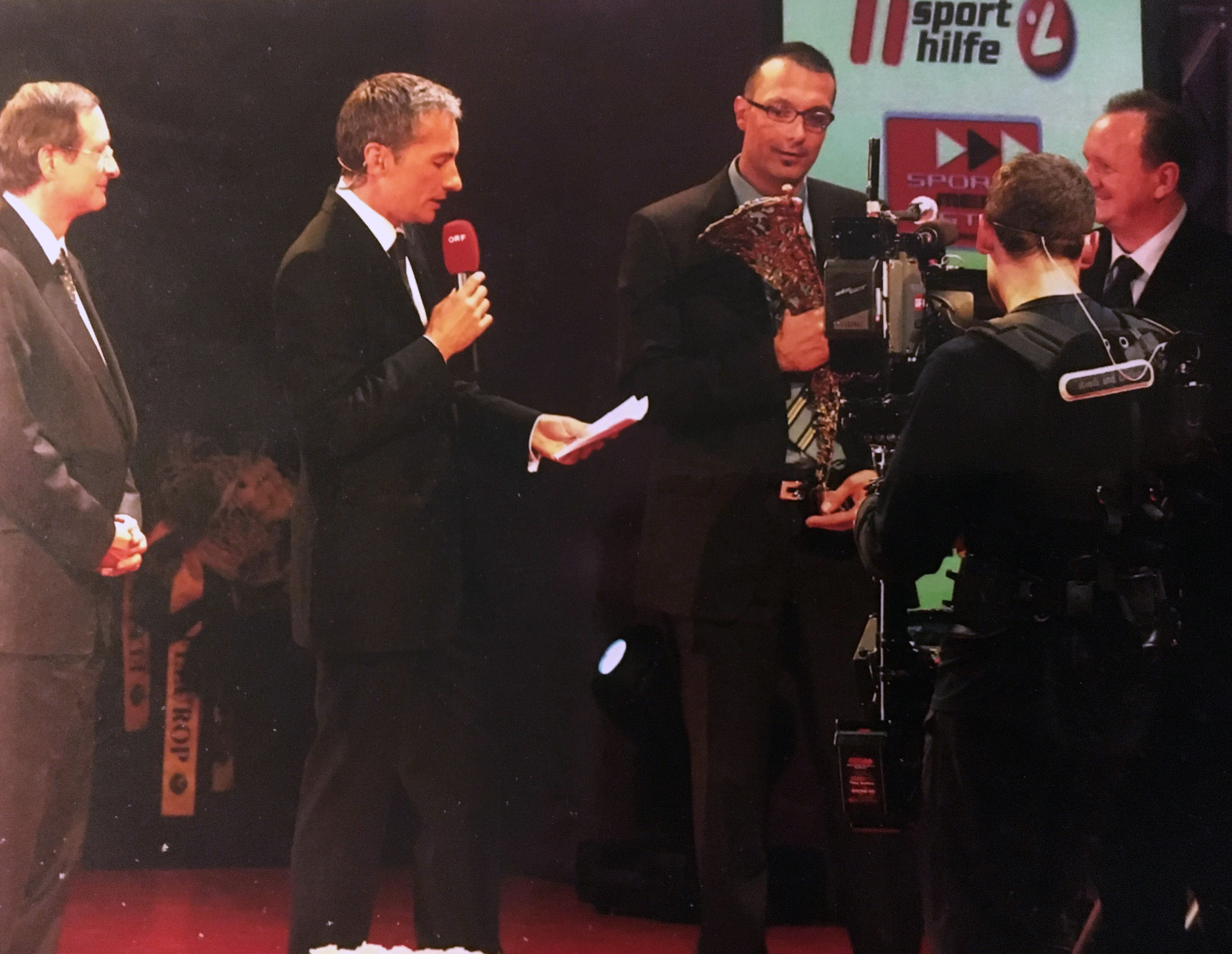
Sportler des Jahres Österreich 2006

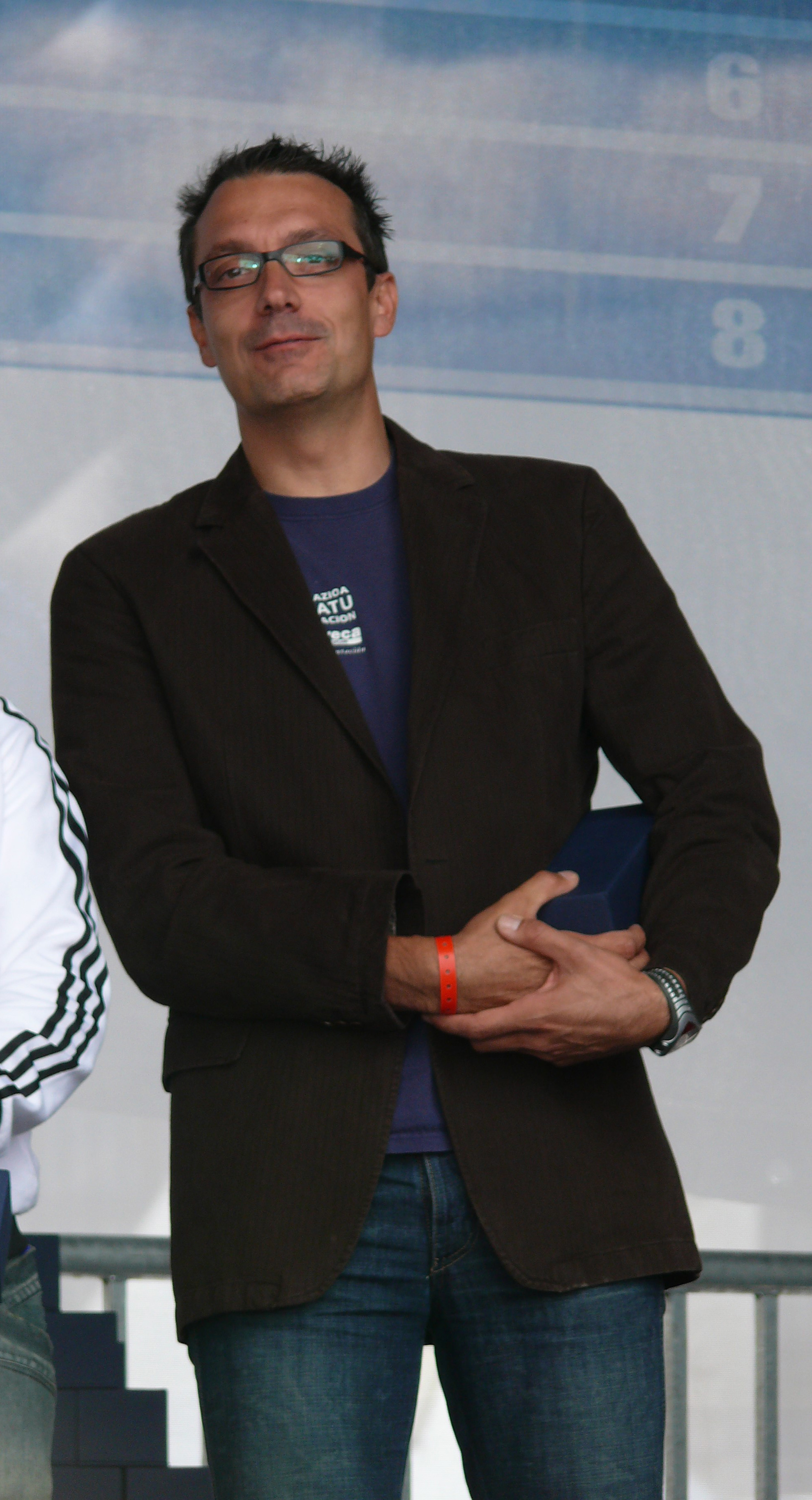
Alexander Hohlrieder

Alexander Hohlrieder (* 30. August 1970 in Bludenz, Vorarlberg) ist ein ehemaliger österreichischer Skispringer, Nordischer Kombinierer und Radsportler.

## Leben

### Sportliche Laufbahn
Seine sportliche Ausbildung bekam er in der Skihauptschule Neustift und dem Skigymnasium Stams. Seine Laufbahn begann sehr vielversprechend. In nur 4 Jahren etablierte er sich national und wurde 1985 in Mayrhofen den österreichischen Schülermeister in der Nordischen Kombination. Seine Stärke lag immer im Skispringen, was er auch national (Austria Cup) und international (Coupe Berauer) untermauern konnte.
Hohlrieder verunglückte am 18. Juni 1986 im Alter von 15 Jahren auf dem Weg zu einem Trainingswettkampf mit einem Kleinbus des Skigymnasiums Stams schwer. Die Folge war eine Querschnittlähmung. Es folgten jahrelange Rehabilitationsmaßnahmen. Er begann sich sportlich zunächst im Rollstuhltennis zu betätigen, wechselte 1997 zum Mountainbike und dann zum Rennrad und begann im Jahr 2005 mit dem Behinderten-Radsport, wo er dann international erfolgreich war und zahlreiche Medaillen gewann. 2006 wurde er Behindertensportler des Jahres.
In der Funktion als sportlicher Leiter beim österreichischen Radverband konnte er mit seinem Team unter anderem 15 Europameisterschaftsmedaillen, 11 Weltmeisterschaftsmedaillen und 6 Paralympicsmedaillen erringen.

### Privates
Hohlrieder ist seit 2001 mit der technischen Chemikerin Stephanie Egger liiert und hat mit ihr zwei Kinder. Beruflich absolvierte er eine Lehre zum Bankkaufmann und arbeitete dann im elterlichen Betrieb. Außerdem erlernte er das Handwerke des Glasers und legte die Meisterprüfung ab. Zudem ist er Trainer der Skispringer beim KSC und Head Coach beim Paracycling Team Austria.
Mittlerweile ist er Diplom-Mentalcoach.

## Erfolge

### Skispringen/Nordische Kombination
- 1985: Österreichischer Schülermeister in der Nordischen Kombination in Mayrhofen[1]

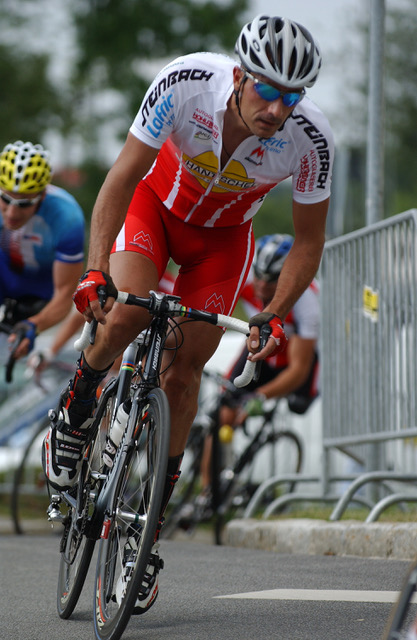
Alexander Hohlrieder

### Radfahren
- 2005: EM Alkmaar (NL) - 1 Silber-, 3 Bronzemedaillen
- 2006: WM Aigle (CH) - Weltmeister im Straßenrennen,[1] 3 Bronzemedaillen
- 2007: WM Bordeaux (F) - 1 Silber-, 1 Bronzemedaille
- 2008: Paralympics Peking (CHN) - 4. Platz Einzelzeitfahren, 15. Platz Straße[1]
- 2009: Bogongio (I) - 4. Platz Einzelzeitfahren, 5. Platz Straße
- Mehrfacher Österreichischer Meister - Straße, EZF, Berg
- 2009: Klagenfurt - Ironman - 1. Platz paralympisch (10:15 - damals Weltrekord)
- 2009: St. Pölten - Halfironman - 1. Platz paralympisch (05:15)
- 2009: Linz - Halfironman - 1. Platz paralympisch (04:45)

## Auszeichnungen
- Sportler des Jahres Österreich 2006
- Träger des Goldenen Ehrenzeichens für Verdienste um die Republik Österreich
- Goldene Ehrennadel Land Tirol
- Landessportehrenzeichen Gold Land Steiermark
- Goldene Ehrennadel Österreichischer Radsportverband